# كهف شجرة التين
كهف شجرة التين (بالإنجليزية: Fig Tree Cave)‏ هو كهف يقع ضمن أقاليم ما وراء البحار البريطانية في منطقة جبل طارق التابعة للتاج البريطاني.